# كهناب بالا (حسينية انديمشك)
کهناب بالا (بالفارسية: کهن‌آب بالا) هي منطقة سكنية تقع في إيران في قسم حسینیة الريفي. يقدر عدد سكانها بـ 29 نسمة .